# Phoenicurus
Genre
Phoenicurus est un genre d'oiseaux passereaux appartenant à la famille des Muscicapidae et qui regroupe onze espèces communément appelées Rougequeue (nommées, à l'instar du Rouge-gorge qui appartient d'ailleurs à la même famille, d'après la couleur des plumes. Ici, celles de la queue qu'arbore la plupart des espèces), Nymphée et Torrentaire.

## Taxonomie
S'appuyant sur diverses études phylogéniques, le Congrès ornithologique international (classification version 4.1, 2014) transfère dans ce genre deux espèces jusque-là placées dans le genre Rhyacornis, la Nymphée fuligineuse et la Nymphée bicolore ; ainsi qu'une espèce venant du genre Chaimarrornis, le Torrentaire à calotte blanche.

### Liste des espèces
D'après la classification de référence (version 5.2, 2015) du Congrès ornithologique international (ordre phylogénique) :
- Phoenicurus alaschanicus – Rougequeue de Przewalski
- Phoenicurus erythronotus – Rougequeue d'Eversmann
- Phoenicurus coeruleocephala – Rougequeue à tête bleue
- Phoenicurus ochruros – Rougequeue noir
- Phoenicurus phoenicurus – Rougequeue à front blanc
- Phoenicurus hodgsoni – Rougequeue de Hodgson
- Phoenicurus schisticeps – Rougequeue à gorge blanche
- Phoenicurus auroreus – Rougequeue aurore
- Phoenicurus moussieri – Rougequeue de Moussier
- Phoenicurus erythrogastrus – Rougequeue de Güldenstädt
- Phoenicurus frontalis – Rougequeue à front bleu
- Phoenicurus fuliginosus – Nymphée fuligineuse
- Phoenicurus bicolor – Nymphée bicolore
- Phoenicurus leucocephalus – Torrentaire à calotte blanche

|  |  |